# Pronombre
Los pronombres son palabras o morfemas cuyo referente no es fijo, sino que se determina en relación con otras que normalmente ya se han nombrado. Pragmáticamente se refieren con frecuencia a personas o cosas reales extralingüísticas más que a sustantivos del contexto. A esta propiedad de referirse a otros elementos tanto lingüísticos como extralingüísticos se le denomina deixis (por ejemplo: Pedro no es tan listo como él pensaba. Ellos comen mucho).
Todas las lenguas humanas tienen pronombres; [cita requerida] además, todas ellas tienen pronombres personales y posesivos [cita requerida] que obligatoriamente expresan persona. [cita requerida] También es frecuente entre las lenguas del mundo que los pronombres expresen número e incluso género. En las lenguas flexivas generalmente expresan también caso. De hecho, es habitual en las lenguas del mundo que en el pronombre se expresen más categorías gramaticales que las que se expresan en el verbo o el nombre. Por ejemplo, en inglés los pronombres personales admiten género, pero los nombres no; en español admiten caso morfológico, a diferencia de los nombres; en chino mandarín expresan número, pero en el nombre esa categoría usualmente no se expresa.
Tradicionalmente, los pronombres se han considerado una partes de la oración, pero algunos teóricos modernos no los consideran una sola clase, dada la variedad de funciones que desempeñan en el lenguaje. Un ejemplo de pronombre es "tú", que puede ser singular o plural. Los subtipos incluyen personal y posesivo, reflexivo y recíproco, demostrativo, relativo y  interrogativo, y pronombre indefinido. : 1–34 
El uso de pronombres a menudo implica anáfora, donde el significado del pronombre depende de un antecedente. Por ejemplo, en la frase Ese pobre hombre parece que necesita un abrigo nuevo, el significado del pronombre él depende de su antecedente, ese pobre hombre.
La forma adjetiva de la palabra "pronombre" es "pronominal". Un pronominal es también una palabra o frase que actúa como pronombre. Por ejemplo, en That's not the one I wanted, la frase the one es un pronominal.

## Teoría

### Pronombre versus pro-forma
El pronombre es una categoría de palabras. Una proforma es un tipo de palabra funcional o expresión que sustituye (expresa el mismo contenido que) otra palabra, frase, cláusula u sentencia donde el significado es recuperable a partir del contexto.  Los pronombres funcionan mayoritariamente como proformas, pero hay pronombres que no son proformas y proformas que no son pronombres. [p. 239]
|   | Ejemplo                                  | Pronombre | Proforma |
| - | ---------------------------------------- | --------- | -------- |
| 1 | Esta es una buena idea.                  | ✓         | ✓        |
| 2 | Conozco a la gente que trabaja allí.     | ✓         | ✓        |
| 3 | ¿Quién trabaja allí?                     | ✓         |          |
| 4 | Le pedí ayuda, y ella lo hizo enseguida. |           | ✓        |
| 5 | JJ y Petra ayudaron, pero los otros no.  |           | ✓        |

Los ejemplos [1 y 2] son pronombres y proformas. En [1], el pronombre ésta "sustituye" a lo que se ha mencionado y es una buena idea. En [2], el pronombre relativo que sustituye a "la gente". 
El ejemplo [3] contiene un pronombre pero no proformas; el pronombre interrogativo quién no representa nada. 
Por último, en [4 y 5], hay proformas que no son pronombres. En [5], lo hizo es una frase verbal que sustituye a ayudó, inflexionada a partir de ayudar enunciado antes en la oración. Del mismo modo, en [6], los otros funciona como nombre, no como pronombre, pero probablemente representa los nombres propios de otras personas.
Un concepto parecido a proforma es palabra de apoyo, que es una palabra con poco o ningún contenido semántico que se utiliza cuando la gramática dicta un determinado miembro de la frase, por ejemplo, para proporcionar un "soporte" del que colgar un modificador. La palabra más comúnmente considerada como palabra de apoyo en inglés es one (plural ones), que ocupa el lugar de un sustantivo contable en una frase nominal (o frase determinante), normalmente en un contexto en el que está claro a qué sustantivo sustituye. Por ejemplo, en un contexto en el que se habla de sombreros, "the red one" significa "the red hat", y "the ones that we buy" significa "the hats that we buy". Así pues, la palabra de apoyo funciona de forma parecida a un pronombre, con la salvedad de que un pronombre suele ocupar el lugar de toda una frase sustantivada (determinante), por ejemplo, "el sombrero rojo" puede sustituirse por el pronombre "eso".

### Gramática
Los pronombres (antōnymía) aparecen como una de las ocho partes de la oración en El arte de la gramática, un tratado de gramática griega atribuido a Dionisio Thrax y que data del siglo II a. C.. El pronombre se describe allí como "una parte de la oración sustituible por un sustantivo y marcada por una persona". Los pronombres siguieron considerándose una parte de la oración en la gramática latina (el término latino es pronomen, del que en última instancia deriva el nombre inglés -a través del francés medio-), y así en la tradición europea en general.
Debido a las muchas funciones sintácticas diferentes que desempeñan, los pronombres son menos propensos a ser una sola clase de palabras en los enfoques más modernos de la gramática.

### Lingüística

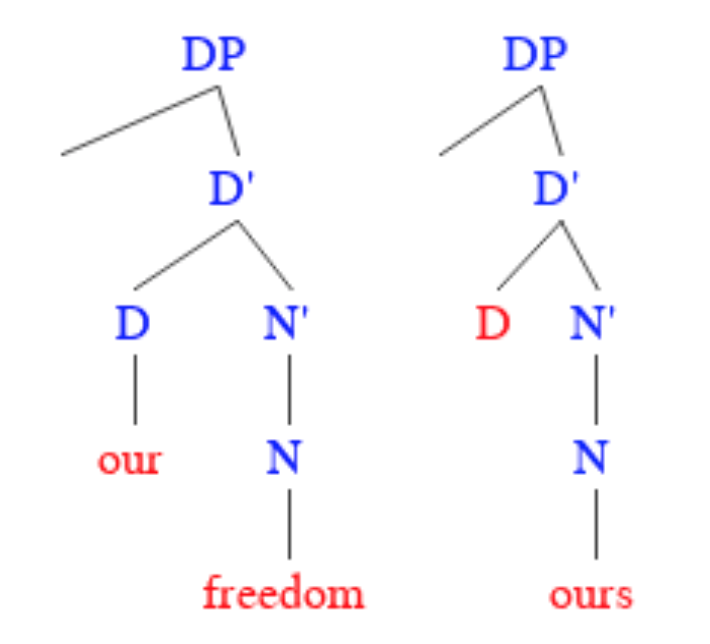
Ejemplos de "nuestro" como determinante o sustantivo

Los lingüistas en particular tienen problemas para clasificar los pronombres en una sola categoría, y algunos no están de acuerdo en que los pronombres sustituyan a sustantivos o categorías de sustantivos. Ciertos tipos de pronombres son a menudo idénticos o similares en formas  determinantes con significado relacionado; en la tabla se dan algunos ejemplos en inglés.
Esta observación ha llevado a algunos lingüistas, como Paul Postal, a considerar los pronombres como determinantes a los que se les ha suprimido el sustantivo o frase nominal que les sigue. (Este patrón puede incluso reivindicarse para ciertos pronombres personales; por ejemplo, nosotros y vosotros podrían analizarse como determinantes en frases como nosotros los británicos y vosotros los tenistas). Otros lingüistas han adoptado un punto de vista similar, uniendo pronombres y determinantes en una sola clase, a veces llamada "determinante-pronombre", o considerando los determinantes como una subclase de los pronombres o viceversa. La distinción puede ser considerada como una de subcategorización o valencia, como la distinción entre verbos transitivos e intransitivos - los determinantes toman una frase sustantivada complemento como hacen los verbos transitivos, mientras que los pronombres no lo hacen. Esto es coherente con el punto de vista de la frase determinante, según el cual un determinante, en lugar del sustantivo que le sigue, se considera la cabeza de la frase. Translingüísticamente, parece que los pronombres comparten 3 categorías distintas: punto de vista, persona y número. La amplitud de cada subcategoría, sin embargo, tiende a diferir entre las lenguas.

## El pronombre
Técnicamente, un pronombre o elemento pronominal, al igual que un elemento anafórico, es una palabra cuyo referente depende del contexto lingüístico, al carecer de significado léxico. La diferencia entre las anáforas y los pronombres es que las primeras requieren un antecedente en su dominio sintáctico local, que lo «rija» propiamente de acuerdo con la teoría de rección y ligamiento dentro del marco generativista. Los pronombres por el contrario no requieren la presencia de un antecedente sintáctico, aunque generalmente sí de un antecedente discursivo.
La gramática tradicional caracterizó imperfectamente el pronombre como una «palabra que sustituye al nombre», aunque en el análisis moderno este análisis no es correcto. El punto de vista moderno considera que los pronombres son el núcleo sintáctico de un sintagma determinante, mientras que un nombre es el núcleo de un sintagma nominal. Los pronombres son una categoría universal y todas las lenguas poseen algún tipo de pronombres, como los personales/posesivos y los deícticos. En los pronombres posesivos, y generalmente también en los personales, todas las lenguas distinguen al menos tres formas o personas: primera persona (exclusiva) [+hablante][-oyente], segunda persona [-hablante][+oyente] y tercera persona [-hablante][-oyente]. Algunas lenguas distinguen además otras personas correspondientes a [+hablante][+oyente] (1.ª persona inclusiva) y también varias terceras personas obviativas.
Finalmente, desde el punto de vista de las categorías gramaticales es frecuente que los pronombres expresen como mínimo tantas categorías como los sustantivos, frecuentemente más. Por ejemplo en inglés solo los pronombres expresan género gramatical, que está ausente en los nombres. En chino mandarín los pronombres personales frecuentemente expresan número gramatical, que generalmente no es expresado en el nombre.

### Pronombres y determinantes
Los pronombres y los determinantes están estrechamente relacionados y tienen propiedades de distribución en la oración curiosas. De hecho se piensa que todos los pronombres pueden considerarse como un determinante que no acompaña a un nombre. De ahí que se haya propuesto que el núcleo sintáctico de un sintagma con determinante no sea el nombre sino el determinante, ya que esta parece la parte obligatoria de los sintagmas siendo el nombre el complemento de dicho núcleo. Esta es una de las razones básicas por lo cual se propuso el sintagma determinante como constituyente diferente del sintagma nominal. La siguiente tabla muestra algunas de las relaciones existentes entre pronombres y determinantes:
|                           | Función pronominal | Función determinante  |
| ------------------------- | ------------------ | --------------------- |
| Personal (1.ª/2.ª)        | yo                 | —                     |
| Personal (3.ª) / Artículo | agárrala           | agarra la silla       |
| Posesivo                  | Este es mío        | Este es mi lápiz      |
| Demostrativo              | Quiero este        | Quiero este lápiz     |
| Indefinido                | ¿Has visto alguno? | ¿Has visto algún pez? |
| Interrogativo             | ¿Quién fue?        | ¿Qué persona?         |

### Pronombres y anáforas
Tanto las anáforas como los pronombres son elementos cuyo referente no es fijo sino que depende del contexto lingüístico. La diferencia sintáctica entre ellos es que las anáforas requieren un antecedente en su dominio local, mientras que los pronombres no tienen antecedente en su dominio local (aunque pueden tener antecedente discursivo).
El ejemplo más claro de anáforas son los reflexivos, indebidamente llamados «pronombres» reflexivos. Estos reflexivos requieren estar regidos por su antecedente de acuerdo con los principios de rección y ligamiento.

## Pronombres en las lenguas del mundo
Los pronombres personales son los pronombres que expresan la categoría de persona gramatical. Los sistemas más comunes de pronombres personales distinguen tres personas, que la gramática tradicional llama primera persona, segunda persona y tercera persona. Estas tres formas se analizan usualmente con respecto a la referencia posible como:
- [+hablante] (1.ª persona)
- [+oyente] (2.ª persona)
- [+-hablante][-+oyente] (3.ª persona).

En algunas lenguas, como las lenguas algonquinas, por ejemplo, pueden existir 4.as personas (que realmente son formas adicionales para 3.as personas obviativas).
Algunas lenguas además distinguen en el plural (y a veces el dual) entre 1.ª persona no-singular inclusiva ([+hablante][+oyente]) y 1.ª persona no-singular exclusiva ([+hablante][-oyente]). Esta distinción inclusivo/exclusivo en la primera persona a veces se llama inclusividad, alrededor de un tercio de las lenguas del mundo tienen clusividad.
En cuanto al número, la inmensa mayoría de lenguas del mundo distinguen en los pronombres personales formas de plural y formas de singular, aunque en algunos casos los pronombres son invariantes respecto al número. Menos frecuente es que también existan formas diferentes que expresan número dual, que podría estar presente en alrededor de una quinta parte de las lenguas del mundo. Las distinciones de número a veces no alcanzan a todas las personas. Si una lengua no distingue algunas formas de número en alguna persona, es más probable que sea la tercera.
El género gramatical es otra categoría que frecuentemente interviene en los pronombres personales. Alrededor de una quinta parte de las lenguas del mundo expresan género en alguna de las personas. Las distinciones de género de todas maneras son más frecuentes en las terceras y segundas personas que no en la primera.

## El pronombre en español
En español, los pronombres personales expresan obligatoriamente persona, género, número y caso. Los pronombres posesivos expresan lo anterior excepto el caso, y el resto de pronombres generalmente solo expresan género y número. Los pronombres del español pueden ser clasificados en:
- personales
  - tónicos (no-clíticos) (de casos nominativo-vocativo y preposicional) (yo, tú, él, ... mí, ti, sí, ...)
  - átonos (clíticos) (de casos acusativo y dativo) (me, te, se; lo, le, la; nos, os; ...)
    - reflexivos y recíprocos (me, te, se, nos, os)

  - posesivos
- demostrativos
- relativos
- interrogativos o exclamativos (enfáticos)
- indefinidos
- numerales

Una característica notable del español y las lenguas romances es que los pronombres de objeto (directo o indirecto) coinciden con los pronombres reflexivos y recíprocos, a diferencia de lo que sucede en muchas otras lenguas donde existen formas que diferencian los pronombres de objeto.

### Temas relacionados
- Anáfora (gramática)
- Catáfora
- Clusividad
- Deixis
- Neopronombre
- Pro-forma
- Pronombre reflexivo
- Gramática italiana: Pronombres
- Pronombres japoneses
- Novial: Pronombres
- Pronombres en español